# Georges Badin
Georges Badin (Céret, 13 de marzo de 1927-23 de noviembre de 2014)) fue un poeta y pintor francés.
Comenzó dedicándose a la poesía y publicó en Mercure de France, Les Cahiers du Sud etc.,  más tarde, comenzó a pintar.   
En 1968, inició el movimiento Textruction y de 1967 a 1986 fue conservador del Musée d'art moderne de Céret.

## Principales exposiciones
- Maison de la Catalanité, Perpiñán (2011)
- Galerie Åkern, Kongsberg, Noruega (2007)
- Galerie Lucie Weill & Seligmann, París (2005, 2006)
- Galerie Berthet Aittouares, París (2005, 2006)
- Galerie Nicolas Deman, París (2005)
- Galerie Florence Arnaud, París (1993, 1997, 1998)
- Galerie Bernard Jordan, París (1984, 1985, 1986)
- Galerie L'Arturiale, Lüttich (1981, 1982, 1983)